# Центральная Усадьба 3-го Госконезавода
Центральная Усадьба 3-го Госконезавода — село в Куединском районе Пермского края. Административный центр Нижнесавинского сельского поселения.

## Географическое положение
Расположено близ границы с Башкортостаном примерно в 38 км к западу от Куеды.

## История
Село Нижняя Сава основано в начале XIX  века. В 1933 г. здесь был создан Куединский конный завод №3. Поселок являлся центром Нижнесавинского сельского совета (с 15 июля 1963 до января 2006 года).

## Население
| 2010 |
| ---- |
| 800  |